# Nelfinavir
Nelfinavir je potent inhibitor HIV-1 proteaze. On se koristi u kombinaciji sa drugim antiviralnim lekovima u tretmanu HIV-a kod odraslih i dece.

## Spoljašnje veze
|  | Molimo Vas, obratite pažnju na važno upozorenje u vezi sa temama iz oblasti medicine (zdravlja). |